# Littorina littorea
La littorina comune (Littorina littorea (Linnaeus, 1758)) è un mollusco gasteropode della famiglia Littorinidae.

## Descrizione

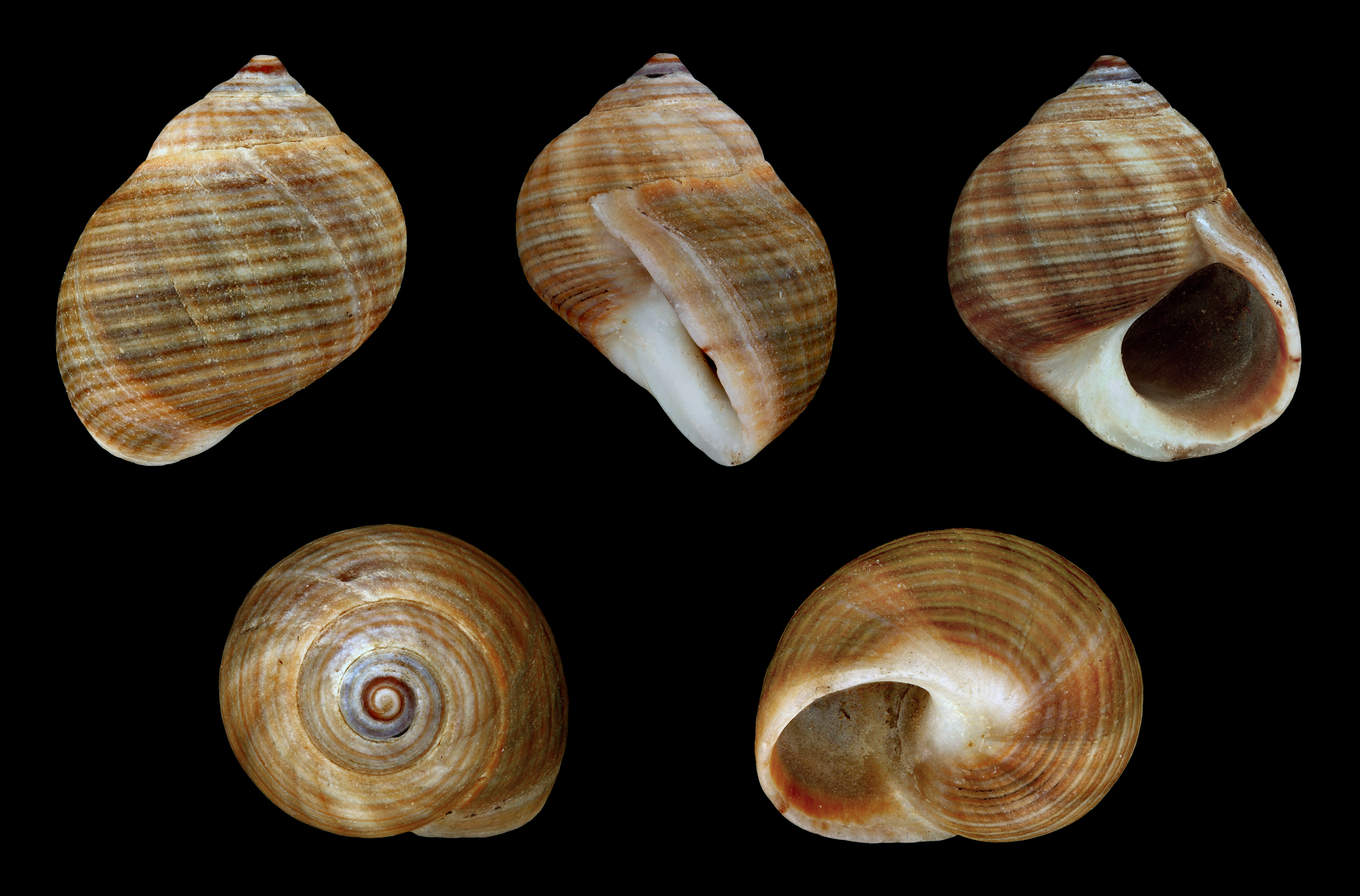
Conchiglia di littorina comune

Le conchiglie, sia di individui maschi che di femmine, alla maturità hanno una dimensione da 10 a 12 mm, con un limite massimo di 30 mm, mentre l'altezza della conchiglia può raggiungere i 55 mm.

## Biologia

### Comportamento
Come quasi tutte le lumache, le littorine strisciano usando il piede muscoloso, che viene lubrificato da una pellicola di muco. Quando non è attiva, spesso si rifugia in una fessura o cavità. Durante la bassa marea quando è esposta all'aria, essa può sigillare l'apertura tra la sua conchiglia e la roccia con il muco onde prevenirne l'essiccazione. Quando è slegata dal substrato essa può effettivamente sigillare la sua conchiglia sia contro l'essiccamento che contro i predatori usando il suo opercolo.

### Riproduzione
Le femmine depositano 10.000-100.000 uova contenute in una capsula cornea da cui le larve fuoriescono e si sistemano sul fondo. Essa può generare tutto l'anno secondo il clima, pervenendo a maturazione a 10 mm e vivendo 5–10 anni.

### Alimentazione
Principalmente si nutre d'alghe, ma anche di piccoli invertebrati come le larve di cirripedia. Le littorine pascolano lungo la superficie sulla quale esse vivono, ed usano la loro radula per raschiare le alghe dalle rocce, e, nella comunità dell'acquitrino salato, raccoglie alghe dalle spartine (cord-grass) o dalla pellicola che copre la superficie del fango negli estuari o baie.

## Distribuzione e habitat

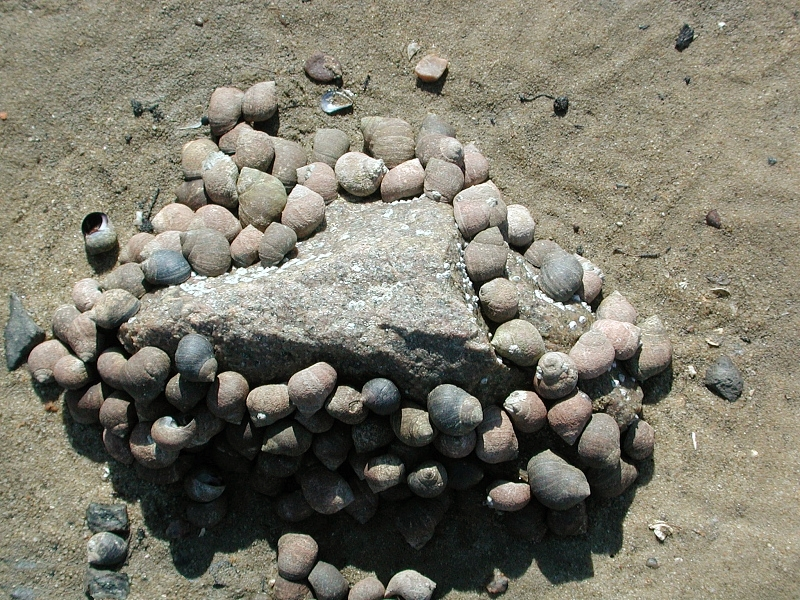
Un ammasso di littorine comuni nell'isola di Sylt, Germania

La distribuzione nativa di queste specie è nel nord-est dell'Oceano Atlantico: costa della Spagna settentrionale, Irlanda fino a Scandinavia e Russia.
La littorina comune viene principalmente trovata sulle coste rocciose nella più alta e media zona intercotidale. Talvolta vive in piccole pozze di marea nella roccia create dal ritiro dell'alta marea. È stata anche trovata in ambienti fangosi come gli estuari, situati nella battigia, al limite estremo dell'alta marea e può raggiungere anche la profondità di 60 m.

### Introduzioni
Rappresenta una specie aliena sulle rive nord-occidentali dell'Oceano Atlantico del Canada e Stati Uniti e sembra possa essere stata introdotta con le rocce di zavorra verso la metà del Ottocento.
Venne trovata per prima nel Nord America nel 1840 nel Golfo di San Lorenzo meridionale (Canada). ed è attualmente un mollusco predominante dal New Jersey in su, verso nord.
Negli U.S.A. viene trovata nelle zone costiere, sulla costa orientale (dal Maine alla Virginia) e sulla costa occidentale (dalla California a Washington).
Ebbe inoltre un grande impatto negativo sugli ecosistemi invasi, poiché entrò in competizione con i gasteropodi nativi.

## Usi alimentari
Per centinaia di anni le littorine comuni o edibili sono state raccolte sulle rive dalla gente per cibarsi. Di solito esse sono staccate dalle rocce a mano o catturate con una "rete a strascico" di pescatore dalla barca. Esse si mangiano nel Regno Unito e in Irlanda dove sono comunemente chiamate "winkles" (o in alcune aree "willicks" o "wilks"). Non è raro trovare littorine cotte vendute in sacchetti di carta sulle spiagge irlandesi, di solito condite con sale, con uno stecchino attaccato al sacchetto per agevolare l'estrazione del mollusco dalla conchiglia.
In Belgio, dove anche vengono mangiate, esse vengono riferite come "crickles". In Francia, si chiamano "Bigorneau" e sono presenti cotti su tutti i piatti di frutti di mare.
Le littorine sono una prelibatezza nella cucina africana ed asiatica.
La carne ha un alto contenuto in proteine, ma basso in percentuale di grassi; secondo l'USDA (database delle sostanze nutrienti nazionali per la consulazione ordinaria), le lumache crude in genere hanno circa l'80% d'acqua, il 15% di proteine e 1.4% di grassi.
Le littorine possono anche essere usate come esca per prendere piccoli pesci.  La conchiglia di solito viene frantumata e la morbida littorina così estratta si infilza in un amo.